# Википедија на немачком језику
Википедија на немачком језику је верзија слободне енциклопедије, Википедије на немачком језику. Ово језичко издање има 3.018.699 чланака и по броју чланака је на 3. месту.